# Neoeuscelus regularis
Neoeuscelus regularis es una especie de coleóptero de la familia Attelabidae.

## Distribución geográfica
Habita en Brasil.